# Javier Benia
Javier Manuel Benia (Montevideo, Uruguay, 14 de junio de 1974) es un futbolista uruguayo. Juega de defensa y su club actual es el Rampla Juniors de la Primera División Profesional de Uruguay.

## Clubes
| Club                 | País    | Año        |
| -------------------- | ------- | ---------- |
| River Plate          | Uruguay | 1995       |
| Sportivo Cerrito     | Uruguay | 1996-2004  |
| Basañez              | Uruguay | 2005       |
| Rampla Juniors       | Uruguay | 2006       |
| Sportivo Cerrito     | Uruguay | 2007       |
| Rampla Juniors       | Uruguay | 2007-2008  |
| Juventud Las Piedras | Uruguay | 2008       |
| Bella Vista          | Uruguay | 2009       |
| Rampla Juniors       | Uruguay | 2009-2012  |
| C.A. IDEAL           | Uruguay | 2013- 2022 |